# Huracán Ginger
El huracán Ginger fue el segundo huracán que más duró, registrada en la historia después del huracán San Ciriaco. Fue ciclón tropical y quinto huracán de la temporada de huracanes del Atlántico de 1971, Ginger duró 27 días como ciclón tropical, con una duración del 6 de septiembre hasta el 3 de octubre. La tormenta se formó al noreste de las Bahamas, y durante los primeros nueve días de su duración en general hacia el este o hacia el noreste, mientras que el fortalecimiento gradual de los vientos máximos de 110 mph (175 km/h). El 14 de septiembre, el Ginger se desaceleró y se convirtió en una pista hacia el oeste, en general, pasando cerca de las Bermudas el 23 de septiembre. Allí, el huracán produjo fuertes vientos y grandes olas, pero sin daños.
Mientras que en el océano Atlántico occidental, el ciclón se convirtió en el objetivo último del proyecto Stormfury, que buscaban debilitar los huracanes mediante el depósito de yoduro de plata en las bandas de lluvia del ciclón tropical. El huracán en última instancia golpeó Carolina del Norte el 30 de septiembre como un huracán mínimo, azotando la costa con fuertes vientos que causaron cortes de energía en toda la región. Las fuertes lluvias inundaron las ciudades y dejó graves daños a los cultivos, con 3 millones de bushels de maíz y 1 millón de toneladas de soja perdidos. Daños en el estado se estima en $ 10 millones (1971 USD, $ 54,2 millones 2011 USD). Más al norte, precipitaciones moderadas y vientos de propagación a través de los estados del Atlántico medio, aunque no hubo un daño significativo reportado fuera de Carolina del Norte.
Después de pasar por Carolina del norte se alejó de costa intensificándose a categoría 2 y luego se debilitó a categoría 1 se movió del oeste al este y pasando eso, dio una vuelta pequeña pasando de este a noreste. Nuevamente pasó a categoría 2 y ahora moviéndose de sursudoeste debilitándose como una pequeña tormenta tropical y finalmente disipándose.